# Cartouches gauloises
Pour plus de détails, voir Fiche technique et Distribution.
Cartouches gauloises est un film français réalisé par Mehdi Charef, sorti en 2007.

## Synopsis
À la fin de la guerre d'Algérie, deux enfants, Ali et son meilleur ami Nico, sont spectateurs des derniers événements avant l’indépendance. Alors que le départ des Européens semble inéluctable, les enfants refusent les changements de leur univers et se forcent à croire que Nico ne partira jamais.

## Fiche technique
- Titre : Cartouches Gauloises
- Réalisation et scénario : Mehdi Charef
- Producteur : Salem Brahimi, Yacine Laloui, Michèle Ray-Gavras
- Musique du film : Armand Amar
- Directeur de la photographie : Jérôme Alméras
- Montage : Yorgos Lamprinos
- Distribution des rôles : Coralie Amedeo
- Création des décors : Adel Mohamed Kacer, Hélène Melani
- Format : couleur - 2,35:1 - 35 mm  - Son Dolby Digital
- Société de production : K. G. Productions
- Société de distribution : Pathé
- Pays d'origine :  France
- Genre : drame
- Durée : 1 h 32 min
- Langue : arabe et français
- Date de sortie :
  -  France : 8 août 2007

## Distribution
- Mohamed Faouzi Ali Cherif :Ali
- Thomas Millet : Nicolas dit Nico
- Assia Brahmi : Zina
- Tolga Cayir : Gino Sisti
- Nadia Samir : Habiba
- Bonnafet Tarbouriech : Barnabé, le chef de gare
- Louis Navarre : Directeur école